# Johann Friedrich Gleditsch
Johann Friedrich Gleditsch (* Eschendorf, 15 de Agosto de 1653 - † Leipzig, 26 de Março de 1716), foi um dos maiores publicadores de livros no final do século XVII e começo do século XVIII.

## Primeiros Anos
Gleditsch nasceu em Eschendorf, perto de Pirna, no dia 15 de Agosto de 1653, filho de um pastor protestante chamado Georg Gleditsch (1615-1665), e de sua esposa Catherine Gleditsch (nome de solteira, Nikolai), (1624-1671).  Seu pai morreu quando ele tinha 12 anos, e ele frequentou a Escola de São Tomás em Leipzig.  Por razões econômicas, ele começou a trabalhar para um livreiro de Wittenberg, chamado Elert Schumacher, fazendo o trabalho de ajudante até 1680.  Em 1681 ele entrou no comércio de publicações do falecido Johann Friedrich Fritsch (1635-1680), com cuja viúva, Catarina Margaretha, ele se casou em Novembro de 1681.  Nos anos seguintes ele transformou a já prestigiosa companhia em uma proeminente casa publicadora científica, notável principalmente por causa de publicação em Leipzig da revista científica Acta Eruditorum.  Ele publicou a primeira edição desta obra em cooperação com a grande casa publicadora Erben, em 1682.

## Publicador Independente
No final de 1693 Gleditsch cedeu os direitos de publicação para o seu filho adotivo Thomas Fritsch (1666-1726), e fundou a sua própria oficina de publicações.  Num período de poucos anos a nova empresa também se tornou importante, e adquiriu grande notoriedade com publicações de alta qualidade.  Dentre elas podemos incluir a principal história sobre a reforma, o Commentarius de Lutheranismo de Veit Ludwig von Seckendorff, "Schauplatz und Labyrinth" de Heinrich Anselm of Ziegler (1663-1696) , Arminius de Daniel Casper von Lohenstein (1635-1683), e as mais importantes obras bíblicas e teológicas de Johann Tarnow (1586-1629), Solomon Glaß , Benedikt Carpzov, O Jovem (1595-1666) , Johann Georg Pritius (1662-1732), e Valerius Herberger (1562-1627) .
Gledistch e seu irmão Johann Ludwig Gledistch (1663-1741), pai adotivo de Moritz Georg Weidmann, O Jovem, (1686-1743) , convenceu os principais livreiros holandeses a enviarem suas obras para o mercado de Leipzig ao invés de Frankfurt, e isso foi um grande avanço no comércio de livros daquela cidade.  Além dos grandes autores, Gleditsch conseguiu sucesso nos dois setores mais importantes do mercado de livros do século XVIII: enciclopédias e jornais.  Ele publicou a obra Reale Staats-und Zeitungs-Lexicon (um léxico com nomes de estados e lugares) (1704) de Johann Hübner (1668-1731), o qual com um volume suplementar publicado em 1712 se tornou referência imprescindível nas leituras dos jornais.  Essa obra permitia que as pessoas encontrassem nomes de lugares e de países que eram citados sem qualquer explicação nos jornais, como era comum naquela época.
Das enciclopédias de Gottlieb Siegmund Corvinus (1677-1746)  (também conhecido como Amaranthe), ele compilou o Léxico da Mulher (1715).  Dentre os jornais ele publicou o Acta Eruditorum em Latim, suplementado em 1712 pelo German Acta Eruditorum, no qual se baseavam os principais periódicos dos escritos históricos.  As companhias de Gleditsch haviam criado o efeito sinérgico.  Os livros publicados pela publicadora Gleditsch eram frequentemente debatidos e promovidos nos jornais.
Gleditsch teve um filho chamado Johann Gottlieb Gleditsch (1688-1738), que foi também livreiro e seu sucessor como publicador.
Não confundir o nome do filho de Gledtisch com o do homônimo, porém, médico e botânico